# 충남외국어고등학교
충남외국어고등학교(忠南外國語高等學校)는 대한민국 충청남도 아산시 탕정면 명암리에 위치한 공립 외국어고등학교이다.

## 학교 연혁
- 2002년 12월 28일 : 충남외국어 고등학교 설립 계획 승인
- 2007년 2월 5일 : 교사 건축 공사 기공식
- 2007년 6월 26일 : 학급 편제 및 정원 배정 (완성학급 18학급)
- 2008년 3월 1일 : 초대 권오철 교장 부임
- 2008년 3월 4일 : 제1회 입학식 (영어과, 중국어과, 일본어과)
- 2011년 2월 12일 : 제1회 졸업식 (171명)
- 2011년 3월 1일 : 베트남어과 신설
- 2012년 11월 3일 : 교사동 및 기숙사동 (Veritas Hall) 증축
- 2022년 3월 1일 : 제6대 이훈남 교장 부임
- 2025년 2월 7일 : 제15회 졸업식(128명) 총 졸업생(2,324명)
- 2025년 3월 4일 : 제18회 입학식(137명)

## 설치 학과
- 영어과
- 중국어과
- 일본어과
- 베트남어과

## 참고 자료
- 충남외국어고등학교 - 한국교육학술정보원 학교알리미